# بلدة بيرفيلد (مقاطعة بيري)
بلدة بيرفيلد (بالإنجليزية: Bearfield Township)‏ هي واحدة من أربع عشرة بلدة في مقاطعة بيري، أوهايو، الولايات المتحدة. وجد تعداد عام 2000 أن هناك 1412 شخصًا في البلدة.

## روابط خارجية
- موقع المقاطعة